# (20997) 1986 PL1
1986 بي أل 1 (ويعرف أيضًا باسم (20997) 1986 بي أل 1 وفق تسمية الكوكب الصغير) (بالإنجليزية: 1986 PL1)‏ هو كويكب ضمن حزام الكويكبات؛ وترتيبه 20997 من حيث الاكتشاف.
اكتُشف هذا الجُرم الفلكي بواسطة اليانور إف. هيلين في 1 أغسطس 1986.

## وصلات خارجية
- (20997) 1986 PL1 في قاعدة بيانات مختبر الدفع النفاث لأجرام النظام الشمسي الصغيرة

- الاكتشاف · مخطط المدار ·  العناصر المدارية · المعلمات المادية

- (20997) 1986 PL1 على موقع ويكي سكاي: DSS2, SDSS, GALEX, IRAS, Hydrogen α, X-Ray, Astrophoto, Sky Map, Articles and images